# Marco Maggi
Marco Maggi (Montevideo, 6 de abril de 1957) es un artista visual uruguayo que actualmente divide su residencia entre New Paltz y Las Toscas.

## Biografía
Hijo de Carlos Maggi y María Inés Silva Vila, ambos escritores e integrantes de la Generación del 45, dibujó desde pequeño y realizó su primera exposición a los 16 años, en la galería Van Riel de Buenos Aires. En 1978 realizó su primera exposición en Uruguay Jardines en una taza de té, en la Alianza Uruguay-Estados Unidos. En 1994 viajó a Europa donde conoció a Leopoldo Nóvoa en Armenteira, luego viajó a Nueva York, donde mostró su trabajo a Ana Tiscornia, Liliana Porter, Jacob Elhanani, Mariana Wainstein y Rimer Cardillo, quien lo impulsó a entrar a la universidad de Nueva York en New Paltz, de la que se graduó en 1998 con un Master en Artes Visuales del Departamento de Grabado dirigido por Cardillo. El mismo año expuso por primera vez en Nueva York, en la Galería 123.
Representó a su país en numerosas bienales internacionales, entre ellas: Bienal del Mercosur en 2001 y 2003, Bienal de San Pablo en 2002, Bienal de La Habana en 2003, Bienal de Cuenca en 2011. Fue designado para representar a Uruguay en la Bienal de Venecia 2015.
En 2012 recibió el Premio Figari en reconocimiento a su trayectoria.

## Obra
Maggi trabaja sobre soportes diversos (acrílico, papel de aluminio, arcilla e incluso manzanas), realizando cortes y pequeños grafismos a punta seca. Su obra es intimista y debe observarse en forma atenta para ir descubriendo las imágenes, los pequeñísimos dibujos abstractos remiten a mapas, circuitos, diagramas, estructuras indefinidas que deben ser descifradas.